# Viralanjärvi
Viralanjärvi är en sjö i Finland. Den ligger i kommunen Janakkala i landskapet Egentliga Tavastland, i den södra delen av landet, 80 km norr om huvudstaden Helsingfors. Viralanjärvi ligger 79,4 meter över havet. Arean är 1,18 kvadratkilometer och strandlinjen är 7,27 kilometer lång. Sjön  ingår i Kumo älvs huvudavrinningsområde. 